# The Unicorn in the Garden
The Unicorn in the Garden (El unicornio en el jardín) es un cuento corto escrito por James Thurber. Una de las más famosas de las fábulas modernas graciosas de Thurber, se publicó por primera vez en The New Yorker el 21 de octubre de 1939; y fue recogido en su libro Fables for Our Time and Famous Poems Illustrated (Harper and Brothers, 1940). Desde entonces, la fábula ha sido reimpresa en The Thurber Carnival (Harper and Brothers, 1945), James Thurber: Writings and Drawings (The Library of America, 1996, ISBN 1-883011-22-1), The Oxford Book of Modern Fairy Tales, y otras publicaciones. Es enseñado en clases de literatura y retórica. 

## Trama
Un esposo ve un unicornio en el jardín familiar y le cuenta a su esposa sobre él. Ella se burla, diciendo que "el unicornio es una bestia mítica" y lo llama un "bobo" (en la versión inglesa, usa la palabra booby como pájaro bobo). Cuando él prosigue, ella amenaza con enviarlo al manicomio (en la versión inglesa, al booby hatch). Él continúa y ella llama a las autoridades. Sin embargo, después de que ella les cuenta lo que su esposo vio y ellas notan sus rasgos con aspecto poco bobo, la meten en una camisa de fuerza. Entonces preguntan al esposo si él había dicho a su esposa que vio un unicornio. Provee a él una oportunidad de librarse de su esposa gruñona, y les dice "el unicornio es una bestia mítica". Por consiguiente se llevan a la esposa en lugar de a él, y "el esposo vivió feliz para siempre". El cuento termina con Moral: Don't count your boobies before they're hatched ("Moraleja: No cuentes sus bobadas antes de salir del cascarón") que es un juego de palabras de la frase Don't count your chickens before they hatch o "no cantes victoria antes de tiempo". Así, la moraleja avisa que no esperes que las esperanzas se vuelvan realidad. Otro cuento de Thurber, The Catbird Seat, tiene un tema similar.

## En cultural popular

### Adaptaciones
Una versión animada del cuento fue publicada por United Productions of America en 1953. El dibujo animado fue dirigido por William Hurtz, y la intención original fue incluirlo en una presentación basada en las obras de Thurber llamada Men, Women, and Dogs (Hombres, mujeres, y perros). En 1994, la caricatura fue votada #48 de The 50 Greatest Cartoons de todos los tiempos por miembros del campo de la animación.
La fábula fue también adaptada para el escenario como una parte de A Thurber Carnival en 1960. El elenco original para esta porción de la producción escénica fue:
- Paul Ford: Hombre
- Alice Ghostley: Ella
- John McGiver: Psiquiatra
- Peter Turgeon: Narrador
- Charles Braswell: Policía

La fábula fue animada otra vez como una parte del programa My World and Welcome to It en el episodio The Night the House Caught Fire, que fue emitido por primera vez el 13 de octubre de 1969. En el episodio, William Windom en el papel de John Monroe cuenta el cuento a su hija Lydia (Lisa Gerritsen), y sus dibujos de acompañamiento cobran vida para el espectador. El episodio fue escrito y dirigido por el creador de la serie, Melville Shavelson. La animación para la serie fue hecha por DePatie-Freleng Enterprises.
También en 1969, una adaptación musical de The Unicorn in the Garden, compuesta por Russell Smith, fue interpretada por el Denver Lyric Opera en la ciudad de Denver.
En un episodio de The Tonight Show Starring Johnny Carson de 1985, Johnny menciona el cuento y relata la trama a Ed McMahon.
Una adaptación auditiva, leída por Peter Ustinov, fue publicada por Caedmon Audio en 1986 (ISBN 0-89845-641-X). 

## Alusiones
La película Harvey de 1950 contiene una escena que representa personajes en una oficina psiquiátrica, donde Veta está internada en el manicomio en cambio de Elmwood.
El Doctor Richard Lenski, líder del experimento a largo plazo de la evolución de E. Coli hizo una alusión al cuento en una respuesta ampliamente difundida al fundador de Conservapedia, Andrew Schlafly (que dudó que Lenski hubiera descubierto una mutación benéfica evolutiva en las bacterias E. coli): "En otras palabras, no es que aseguremos que hay 'un unicornio en el jardín'—tenemos una población entera de ellos viviendo en mi laboratorio!"
El episodio noveno del programa Life on Mars tiene semejanzas con el cuento. El protagonista, el Detective Inspector Sam Tyler dice a un delincuente que él, Tyler, es un viajero en el tiempo del futuro. Cuando el delincuente lo cuenta a los colegas de Tyler, en un intento de desacreditarle, Tyler niega ser el fondo de la "delusión" y en su lugar, se desacredita el delincuente.
The Sloths, una canción de Red Krayola, ha sido descrita como "una refundición extraña de un cuento corto de James Thurber (The Unicorn in the Garden)".
En la obra de ficción corta de 1985, Scrabble with God de John M. Ford, un animal creado nuevamente es descrito como "comiendo los rosales, como el unicornio de Thurber".